# Булочка з шафраном
Булочка з шафраном, корнуольська булочка з чаєм — це насичена дріжджова солодка булочка зі спеціями, приправлена шафраном і містить сухофрукти, зокрема смородину та родзинки, подібна до чайного тіста. Основними інгредієнтами є звичайне борошно, вершкове масло, дріжджі, цукрова пудра, смородина та султани. Великі версії, випечені у формі для хліба, відомі як шафрановий пиріг.
Схожі булочки — шведська lussebulle або lussekatt, норвезька lussekatt.

## Західна країна
«Булочку для гуляння» з Корнуолла печуть для особливих випадків, таких як ювілейні бенкети (гулянки) або освячення церкви. Шафран історично вирощували в м'якому кліматі Девона та Корнуолла, але цілком імовірно, що шафраном з Іспанії торгували століттями тому. На заході Корнуоллу великі шафранові булочки також відомі як «булочки з чаєм» і асоціюються з методистськими екскурсіями або заходами недільної школи. У деяких частинах Британії булочки традиційно випікали на листі платана і присипали цукровою пудрою. 

## Скандинавська булочка Сент-Люсія

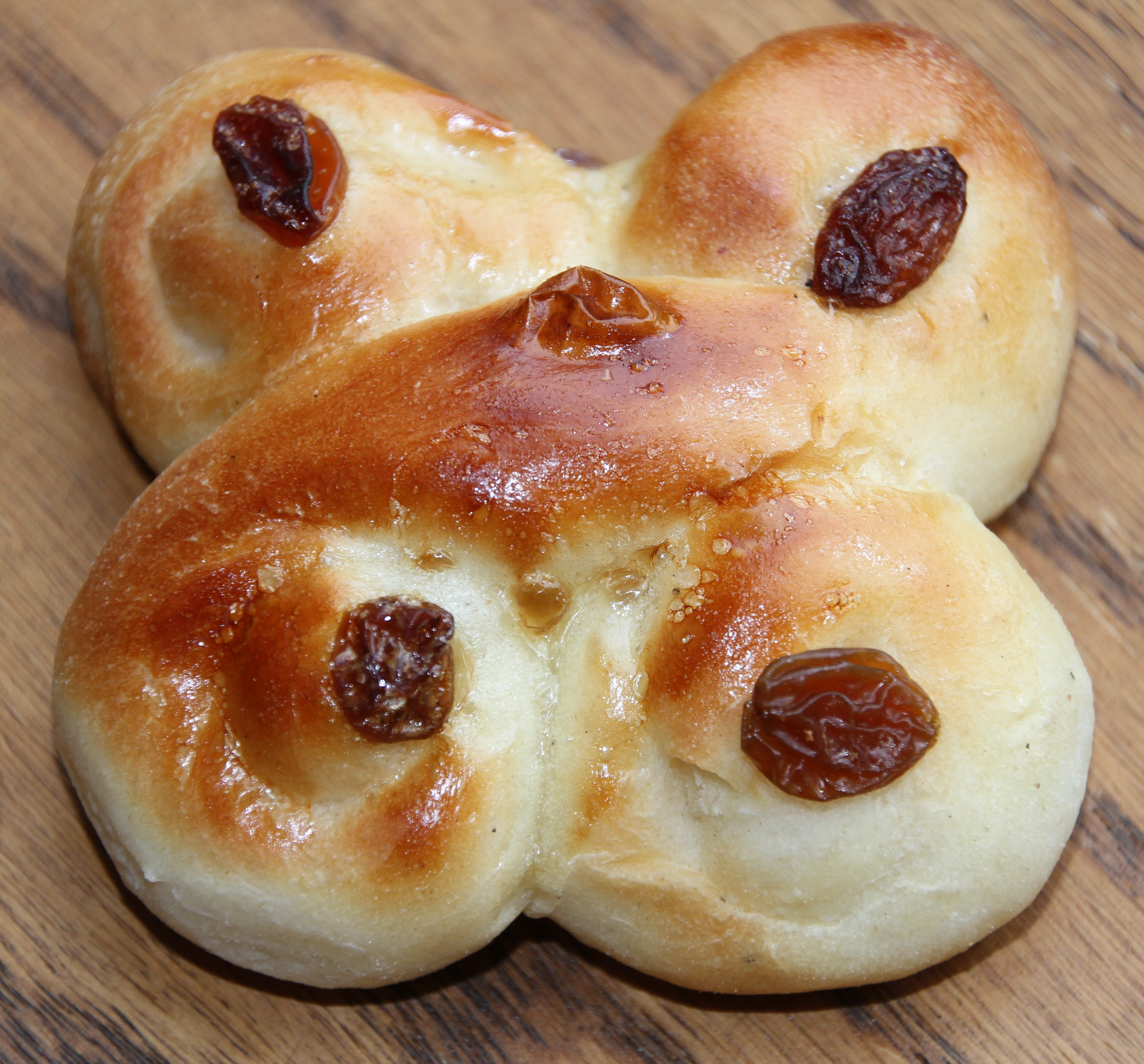
Шведська булочка пухнастий кіт або Добра Люсія

У Швеції та Норвегії в булочці не використовують корицю і мускатний горіх, а замість смородини використовують родзинки. Булочки випікаються у багатьох традиційних формах, найпростішою з яких є перевернута S-подібна форма. Вони мають традиційну релігійну символіку, і їх їдять під час Адвенту, особливо в День Святої Люсії, 13 грудня. Крім Швеції, їх також готують і їдять приблизно так само у Фінляндії, зокрема у шведськомовних регіонах, і шведськомовними фінами, а також у Норвегії і рідше в Данії.

## Шафрановий барвник

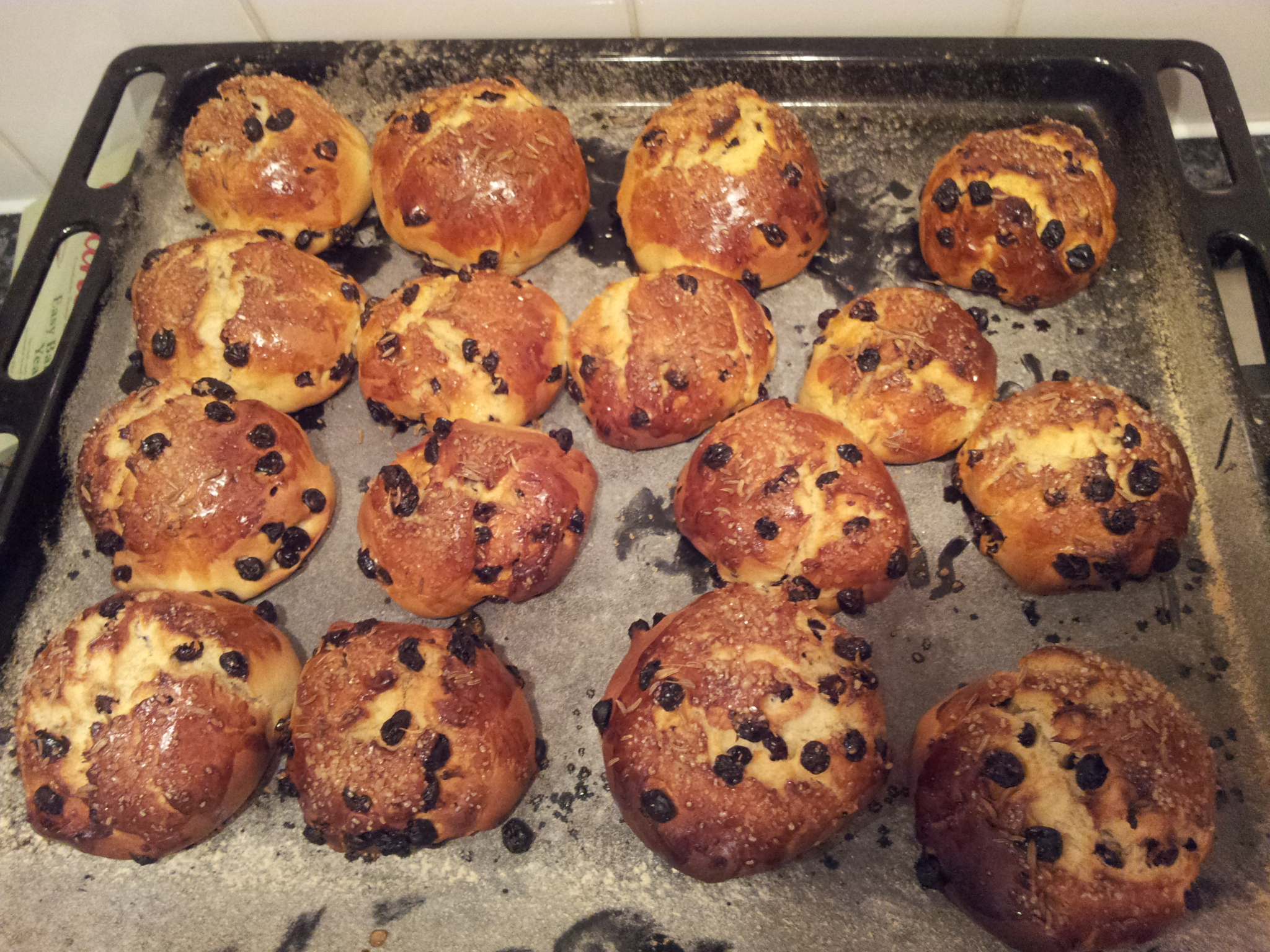
Окремі домашні булочки з корнуольським шафраном або Ровели

Більшість комерційно доступних шафранових булочок і тортів сьогодні містять харчові барвники, які посилюють природний жовтий колір шафрану. Дуже висока вартість шафрану — найдорожчої спеції у світі за вагою — робить включення достатньої кількості шафрану для отримання насиченого кольору неекономічним варіантом. Додавання харчових барвників у корнішські булочки з шафраном було звичайним явищем до кінця Першої світової війни, коли дефіцит шафрану спокусив пекарів знайти інші способи фарбування своїх виробів. 